# Pohorelské vrchovisko
Pohorelské vrchovisko je přírodní rezervace v oblasti NAPANT.
Nachází se v katastrálním území obce Pohorelá v okrese Brezno v Banskobystrickém kraji. Území bylo vyhlášeno či novelizováno v roce 1979 na rozloze 26,6166 ha. Ochranné pásmo nebylo stanoveno.